# WonderSwan
La WonderSwan és una consola portàtil llançada al Japó per Bandai el 1999. Va ser desenvolupada després per la Gunpei Yokoi, companyia de Koto i Bandai. La WonderSwan va ser feta per competir amb la Neo-Geo Pocket Color i la líder del mercat, la Game Boy Color de Nintendo (tot i que el promotor per al WonderSwan, Gunpei Yokoi, era desenvolupador de l'original Game Boy de Nintendo).

## Especificacions tècniques
- CPU: 16-bit NEC V30 MZ processador a 3,072 MHz
- Pantalla: FSTN reflectiu LCD
  - Resolució: 224 x 144 píxels
  - 2,49 inchs diagonal
- Interfície: Màx. 512 caràcters, màx. 128 sprites (32 en una línia horitzontal), dues pantalles, pantalla de finestra i finestra de sprite.
- Gràfics: 8-shade de monocrom en el punt de secció de la matriu i sis icones a la secció estàtica.
- So: 
  - 4 canals digital de so estèreo.
  - Fet amb un altaveu de mono o auriculars opcionals amb adaptador estèreo.
- Mida: 74.3 mm x 121 mm x 24.3 mm
- Pes: 93g (sense bateria) 110g (amb bateria)
- Energia: bateria 1 AA o recarregable, ~30-40 hores de joc
- Ports de connexió: Port d'enllaç, Stereo Jack i port de cartutx
- Capacitat de cartutx: ROM i/o RAM - màxim de 128Mbit (com Beat Mania)
- Característiques:

Pot ser jugat verticalment o horitzontalment.
Fet en un EEPROM i 1Kbit RAM per agafar dades.
Control de guardatge d'energia.